# 애정 표현

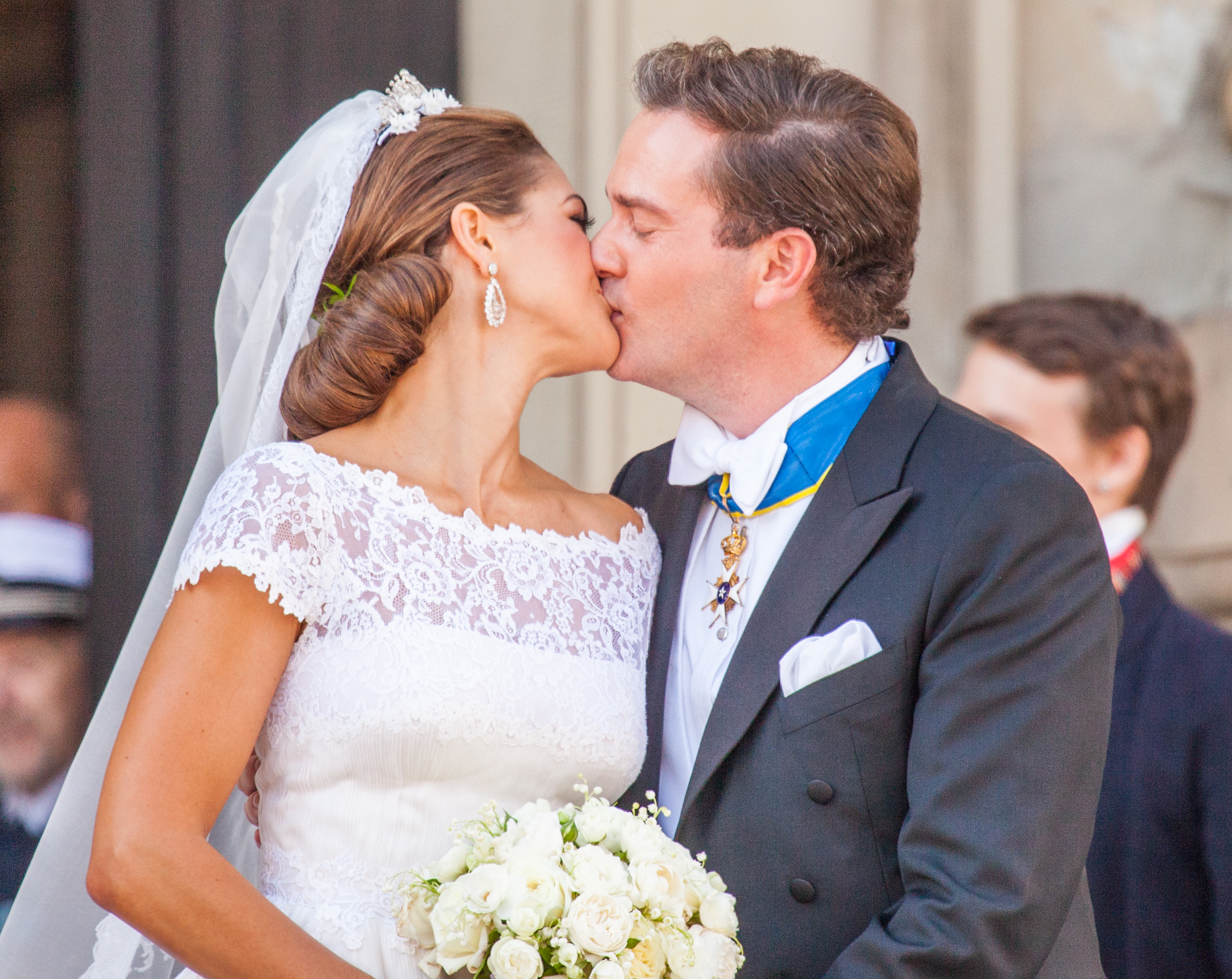
혼인 이후 헬싱글란드와 예스트리클란드 여공작 마들렌 공주와 크리스토퍼 오닐의 입맞춤 (2013년)

공공장소 애정 표현(公共場所 愛情表現, 영어: public display of affection, PDA)은 다른 사람이 보기에 신체적 친밀성을 표현하는 행위이다. 허용 가능한 애정 표현으로 간주되는 것은 문화와 상황에 따라 다르다.
일부 조직에는 공개적인 애정 표현을 제한하거나 금지하는 규칙이 있다. 거리와 같은 공공 장소에서의 애정 표현은 유사한 문화적 배경을 가진 사람들만 있는 사적 장소에서의 유사한 행위보다 반대될 가능성이 더 높다.
육체적 애정은 "주는 사람 및 받는 사람에게 사랑의 감정을 불러일으키기 위한 모든 접촉"으로 정의되었다.

## 같이 보기
- 사랑
- 인간 관계
- 친밀 관계
- 사회 규범
- 플라토닉 러브